# Hydrochus roomylae
Hydrochus roomylae är en skalbaggsart som beskrevs av Dewanand Makhan 2001. Hydrochus roomylae ingår i släktet Hydrochus och familjen gyttjebaggar. Inga underarter finns listade i Catalogue of Life.